# العلاقات المكسيكية الدومينيكانية
العلاقات المكسيكية الدومينيكانية هي العلاقات الثنائية التي تجمع بين المكسيك وجمهورية الدومينيكان.

## مقارنة بين البلدين
هذه مقارنة عامة ومرجعية للدولتين:
| وجه المقارنة                                              | المكسيك                                                                               | جمهورية الدومينيكان |
| --------------------------------------------------------- | ------------------------------------------------------------------------------------- | ------------------- |
| المساحة (كم2)                                             | 1.97 مليون                                                                            | 48.67 ألف           |
| عدد السكان (نسمة)                                         | 130.53 مليون                                                                          | 10.40 مليون         |
| الكثافة السكانية (ن./كم²)                                 | 66.26                                                                                 | 213.68              |
| العاصمة                                                   | مدينة مكسيكو                                                                          | سانتو دومينغو       |
| اللغة الرسمية                                             | اللغة الإسبانية                                                                       | اللغة الإسبانية     |
| العملة                                                    | بيزو مكسيكي                                                                           | بيزو دومنيكاني      |
| الناتج المحلي الإجمالي (بليون دولار)                      | 1.15 تريليون                                                                          | 75.93 مليار         |
| الناتج المحلي الإجمالي (تعادل القوة الشرائية) بليون دولار | 2.16 تريليون                                                                          | 149.89 مليار        |
| الناتج المحلي الإجمالي الاسمي للفرد دولار أمريكي          | 9.01 ألف                                                                              | 6.47 ألف            |
| الناتج المحلي الإجمالي للفرد دولار أمريكي                 | 17.32 ألف                                                                             | 13.26 ألف           |
| مؤشر التنمية البشرية                                      | 0.756                                                                                 | 0.715               |
| رمز المكالمات الدولي                                      | +52                                                                                   | +1809، +1829، +1849 |
| رمز الإنترنت                                              | .mx                                                                                   | .do                 |
| المنطقة الزمنية                                           | منطقة زمنية وسطى، المنطقة الزمنية الجبلية، زمن منطقة المحيط الهادئ، منطقة زمنية شرقية | 00                  |

## مدن متوأمة
في ما يلي قائمة باتفاقيات التوأمة بين مدن مكسيكية ودومينيكانية:
- ترتبط تولوكا مع لا فيغا باتفاقية توأمة.
- ترتبط مدينة مكسيكو مع سانتو دومينغو باتفاقية توأمة منذ 1 سبتمبر 2008.[13][13][13][13]
- ترتبط أكابولكو مع Sosúa [الإنجليزية]‏ باتفاقية توأمة منذ 2011.[14][15][14][15]

## منظمات دولية مشتركة
يشترك البلدان في عضوية مجموعة من المنظمات الدولية، منها:
| علم المنظمة | اسم المنظمة                                                          | تاريخ انضمام المكسيك | تاريخ انضمام جمهورية الدومينيكان |
| ----------- | -------------------------------------------------------------------- | -------------------- | -------------------------------- |
|             | بنك أمريكا الوسطى للتكامل الاقتصادي ‏                                 | ?                    | ?                                |
|             | وكالة حظر الأسلحة النووية في أمريكا اللاتينية ومنطقة البحر الكاريبي ‏ | ?                    | ?                                |
|             | المنظمة الهيدروغرافية الدولية                                        | ?                    | ?                                |
|             | الاتحاد البريدي العالمي                                              | ?                    | ?                                |
|             | يونسكو                                                               | 4 نوفمبر 1946        | 4 نوفمبر 1946                    |
|             | البنك الدولي للإنشاء والتعمير                                        | 31 ديسمبر 1945       | 18 سبتمبر 1961                   |
|             | منظمة التجارة العالمية                                               | 1995                 | ?                                |
|             | وكالة ضمان الاستثمار متعدد الأطراف                                   | 1 يوليو 2009         | 7 مارس 1997                      |
|             | منظمة الشرطة الجنائية الدولية                                        | ?                    | ?                                |
|             | مؤسسة التمويل الدولية                                                | 20 يوليو 1956        | 31 أكتوبر 1961                   |
|             | الأمم المتحدة                                                        | 7 نوفمبر 1945        | 24 أكتوبر 1945                   |
|             | مؤسسة التنمية الدولية                                                | 24 أبريل 1961        | 16 نوفمبر 1962                   |
|             | منظمة حظر الأسلحة الكيميائية                                         | ?                    | ?                                |

## أعلام
هذه قائمة لبعض الشخصيات التي تربطها علاقات بالبلدين:
- إميليو أولياء جيل (سياسي مكسيكي، 3 أكتوبر 1890[21] – 10 ديسمبر 1978[21])
- ساندرا إشيفيريا (ممثلة مكسيكية، 11 ديسمبر 1981 – )

## وصلات خارجية
- موقع وزارة الخارجية المكسيكية